# レッド・ノーティス
『レッド・ノーティス』（原題：Red Notice）は、2021年のアメリカ合衆国のアクションコメディ映画。ドウェイン・ジョンソン、ガル・ガドット、ライアン・レイノルズが出演する。ローソン・マーシャル・サーバーが執筆し、監督する本作は、『セントラル・インテリジェンス』と『スカイスクレイパー』に続くジョンソンとサーバーの3度目のコラボ。ユニバーサル・ピクチャーズは配給権を購入し、2020年11月13日に公開する予定だった。しかし、2019年7月8日、Netflixが配信することになった。

## ストーリー
国際犯罪の世界では、INTERPOLが国際手配/Red Noticeを発行したことで、世界で最も指名手配された芸術泥棒を捕まえるために、世界的な警告が発せられる。

## キャスト
※括弧内は日本語吹替。
- ジョン・ハートリー - ドウェイン・ジョンソン[4]（楠大典[5][6]）

FBI特別捜査官。美術品犯罪専門のプロファイラー。
- サラ・ブラック / ビショップ - ガル・ガドット（甲斐田裕子[5][6]）

世界最高の美術品泥棒。
- ノーラン・ブース - ライアン・レイノルズ（加瀬康之[5][6]）

世界最高の詐欺師。
- ウルヴァシ・ダス - リトゥ・アルヤ（英語版）（森千晃[7]）

インターポール捜査官。
- ソット・ボーチェ - クリス・ディアマントポロス（星野貴紀[7]）

世界的な武器商人
- タンブウェ - Ivan Mbakop

ブースの仲間
- Drago Grande（カメオ出演） - ダニエル・バーンハード
- 本人役（カメオ出演） - エド・シーラン[8]
- Director Gallo -  ヴィンチェンツォ・アマート（英語版）
- Security Chief Ricci - パスカル・ペタルディ（英語版）

その他の吹替キャスト：大塚明夫（ナレーター役）、高瀬右光、最上嗣生、上田燿司、奈良徹、池田果奈子、櫻井トオル

## 日本語版スタッフ
- スタジオ：Glovision Inc.
- 演出：本吉伊都子
- 翻訳：野口尊子
- 調整：Formosa Group
- 録音：安部雅博、東田直子、大石好誠、磯田沙夜
- 制作進行：谷山大樹

日本語字幕：益江貴子

## 製作

### 企画
2018年2月8日、映画（ドウェイン・ジョンソンと作家兼監督のローソン・マーシャル・サーバーのアクションコメディー）は、権利を争う主要なスタジオで構成される競争入札の一環として開発された。ユニバーサル・スタジオ、ワーナー・ブラザース映画、パラマウント映画、レジェンダリー・ピクチャーズ、Netflix、ソニー・ピクチャーズ エンタテインメントと全ての映画会社が検討された。$125～150ミリオン規模の映画は、フリン・ピクチャー・カンパニーを通じてボー・フリンによって製作される。ジョンソンとダニー・ガルシア、ハイラム・ガルシアは、セブン・バックス・プロダクションを通じて製作に関与し、ウェンディ・ヤコブソンは製作総指揮として、サーバーの会社バッド・バージョン社と共に関与する。
2018年2月9日、UniversalとLegendaryが権利を獲得するための競争入札に勝利したことが発表された。ジョンソンには、この映画で初めて少なくとも2000万ドルを支払われることが確認された。

### 配役
ガル・ガドットが2018年6月11日に出演することが確認された。
ライアン・レイノルズは、2019年7月8日に追加された。
Ritu Aryaとクリス・ディアマントポロスが2020年2月10日に追加された。

### 撮影
主要撮影は、2020年1月3日、ジョージア州アトランタで始まった 。
映画の制作自体は、ジョンソンが『ジュマンジ/ネクスト・レベル』の制作を終えた後、2019年4月には開始されると予想されていた。
2019年7月8日、撮影は2020年初めに始めるために遅れることになった。
イタリアで予定されていた撮影は、イタリア国内でCOVID-19の流行がより顕著になったため、キャンセルされた。
3月14日、世界的流行により制作が休止されたと発表された。
アカデミー賞を受賞した視覚効果アーティストのリチャード・R・フーバー（代表作：ブレードランナー2049）が、本作の全体的な視覚効果担当となる。

## 音楽
2020年2月26日、スティーブ・ジャブロンスキーが『Red Notice』の作曲家として起用されたことが発表された。ジャブロンスキーは以前、2018年に『スカイスクレイパー』でローソン・マーシャル・サーバー監督とタッグを組んでいた。

## 公開
ユニバーサルは当初、2020年6月12日に映画の公開を予定していた。しかし、日付は5か月後の2020年11月13日に移動された。その後、プロジェクト自体は2019年7月8日にNetflixに移った。2021年11月12日、Netflixにより全世界で配信された。

## 評価
Rotten Tomatoesでは映画批評家が36%の支持評価となった。
配信から10日間で2億7790万時間の視聴を記録し、Netflixの英語映画の歴代人気ランキング第2位にランクインし、公開28日間の視聴時間第1位である『バード・ボックス』の2億8200万時間を上回るペースで、公開28日間でNetflixで最も視聴された映画となる見込みであると報じられた。